# Gabriel Barranco
Gabriel Barranco (* 1796 in Orizaba, Veracruz; † 1886 ebenda), mit bürgerlichem Namen Gabriel Basilio Romero Escobar, war ein mexikanischer Maler, der in erster Linie auf religiöse Themen spezialisiert war und dessen Gemälde etliche Kirchen in seiner Heimatstadt sowie an anderen Orten zieren.

## Leben
Seinen Künstlernamen Barranco (spanisch für Schlucht) wählte er aus, weil er in der alten Calle del Derramadero – der heutigen Calle Francisco Madero Sur – lebte, an deren Westseite das Regenwasser in Form einer Schlucht in den vorbeifließenden Río Orizaba stürzt.
Barranco studierte an der Staatlichen Akademie San Carlos in Mexiko-Stadt und spezialisierte sich auf religiöse Motive, von denen einige in der Kathedrale von Orizaba zu finden sind.
Als Kaiser Maximilian von Mexiko 1864 in Orizaba weilte und auf seine Kunstwerke aufmerksam wurde, war er dermaßen beeindruckt, dass er Barranco auszeichnen wollte. Doch der bescheidene Künstler lehnte dies ab, weil er sich für unwürdig hielt, diese Würde zu empfangen.